# Purismo
Na arte, o purismo foi um movimento que defendia uma pintura sem valores emocionais, racional e rigorosa. Sem subjetividade e qualidades decorativas. O movimento foi fundado por Amédée Ozenfant, pintor e escritor, e Le Corbusier (Charles Edouard Jeanneret), em 1918. Os dois se consideravam os criadores do cubismo puro. Existe uma simplificação das formas, geometrização. Representam a natureza morta sem volume, somente com as duas dimensões.
O purismo é caracterizado pela utilização de formas geométricas puras, no âmbito da arquitectura, como símbolo de uma construcção racional. O purismo também pode ser uma orientação teórica, que objetiva a compreensão de um fenômeno defendendo estritamente a pureza de uma tradição ou ortodoxia. Caracteriza-se pela rejeição sistemática de qualquer possibilidade ou proposta de alteração em uma doutrina ou ortodoxia.

## Conceito
O purismo surgiu depois do fim do cubismo e foi lançado com um livro Après Le Cubisme, editado em 1918. A máquina foi importante para o purismo — tal como para todos os movimentos da época — mas não no sentido de ser o protagonista: ela representou uma resposta sempre nova à constante necessidade de ordem. Cada máquina nova abafava, constantemente, outra mais antiga e depressa seria substituída por outra mais nova. Assim a arte não é útil, mas necessária, sendo essa a razão pela qual as telas são pintadas como edifícios de arquitectura e não como máquinas de viver.  
Foram os artistas puristas que desenvolveram o conceito de "object type", ou seja, objectos da pintura purista onde predominam as qualidades de um funcionalismo humanista: precisão, simplicidade e harmonia proporcional. Tão comum que nem damos pela sua presença, o "object type" é livre de todas as associações literárias, e nunca pode suscitar sentimentos: é difícil sentir cobiça, ânsia ou compaixão por um simples prato (por exemplo).